# Giulio Einaudi
Giulio Einaudi (Dogliani, 2 de gener de 1912 – Roma, 6 de març de 1999) fou un editor i intel·lectual italià. Nascut a Dogliani, província de Cuneo (Piemont), fill de Luigi Einaudi i Ida Pellegrini. El seu pare esdevindria, 36 anys després, president de la República italiana.

## Biografia
Va estudiar al Liceo classico Massimo d'Azeglio de Torí, i va ser alumne de l'antifeixista Augusto Monti. Entre els seus amics, exalumnes del centre, hi havia personalitats com Cesare Pavese, Norberto Bobbio i altres. També va estudiar a la facultat de Medicina de la ciutat i fou alumne de Giuseppe Levi, gran anatomista i pare de l'escriptora Natalia Ginzburg.
El 15 de novembre de 1933, quan tenia 21 anys, va fundar l'editorial que porta el seu nom: Giulio Einaudi Editore, amb seu a Torí al tercer pis de la via Arcivescovado 7, al mateix edifici on hi havia hagut el setmanari L'Ordine Nuovo d'Antonio Gramsci.
Per les seves activitats antifeixistes fou arrestat l'any 1935. Va participar en la Resistència italiana contra Mussolini.
La persecució del règim va perjudicar l'editorial amb un control absolut des del 1935 al 1943. Després del 1945, amb esforços heroics de distribució i difusió, es convertiria en una de les editorials europees de més prestigi intel·lectual.
Giulio Einaudi es caracteritzava per una extraordinària vitalitat i una enorme curiositat, cosa que es traslladà al seu catàleg. Va escollir els millors col·laboradors italians; es va adherir a projectes estrangers com el d'Einaudi-Gallimard i, més tard, amb el de Carlos Barral.
Els seus llibres estaven editats magníficament i eren assequibles econòmicament. Va descobrir grans autors italians com Carlo Levi, Italo Calvino, Pier Paolo Pasolini, Leonardo Sciascia, Elsa Morante, Carlo Emilio Gadda i estrangers: Thomas Mann, Man Ray, Lévi-Strauss, etc. Els seus llibres en tapa tova han estat una icona, tot i que al final, al 1984, els mercats imposaren la integració en el grup Mondadori.
Va tenir dues dones, Clelia i Renata, i sis fills. És pare de Ludovico, pianista i compositor.